# جيوفري دي
جيوفري دي (بالإنجليزية: Geoffrey Dee)‏ هو لاعب كرة قدم أمريكي في مركز الوسط، ولد في 10 نوفمبر 1995 في جيرمانتاون في الولايات المتحدة. لعب مع Louisville Cardinals men's soccer ‏.

## وصلات خارجية
- جيوفري دي على موقع قاعدة بيانات كرة القدم.إي يو (الإنجليزية)
- جيوفري دي على موقع Soccerway.com (الإنجليزية)